# IC 2914
IC 2914 је спирална галаксија у сазвјежђу Лав која се налази на листи објеката дубоког неба у Индекс каталогу.
Деклинација објекта је + 13° 29' 31" а ректасцензија 11h 32m 12,4s. Привидна величина (магнитуда) објекта IC 2914 износи 14,6 а фотографска магнитуда 15,4. IC 2914 је још познат и под ознакама CGCG 68-1, KUG 1129+137, PGC 35580.